# Leipzig Bayerischer Bahnhof
Leipzig Bayerischer Bahnhof (estación bávara de Leipzig) es la estación de tren más antigua de Alemania, ubicada en Leipzig, Alemania. La estación se abrió por primera vez en 1842 para el ferrocarril Leipzig-Hof por la Compañía Ferroviaria Sajonia-Bávara (en alemán: Sächsisch-Baiersche Eisenbahn-Compagnie), más tarde tomada por los Ferrocarriles Estatales Sajones Reales (Königlich Sächsische Staatseisenbahnen) y operada como sajona Ferrocarriles estatales bávaros (Sächsisch-Bayerische Staatseisenbahn).

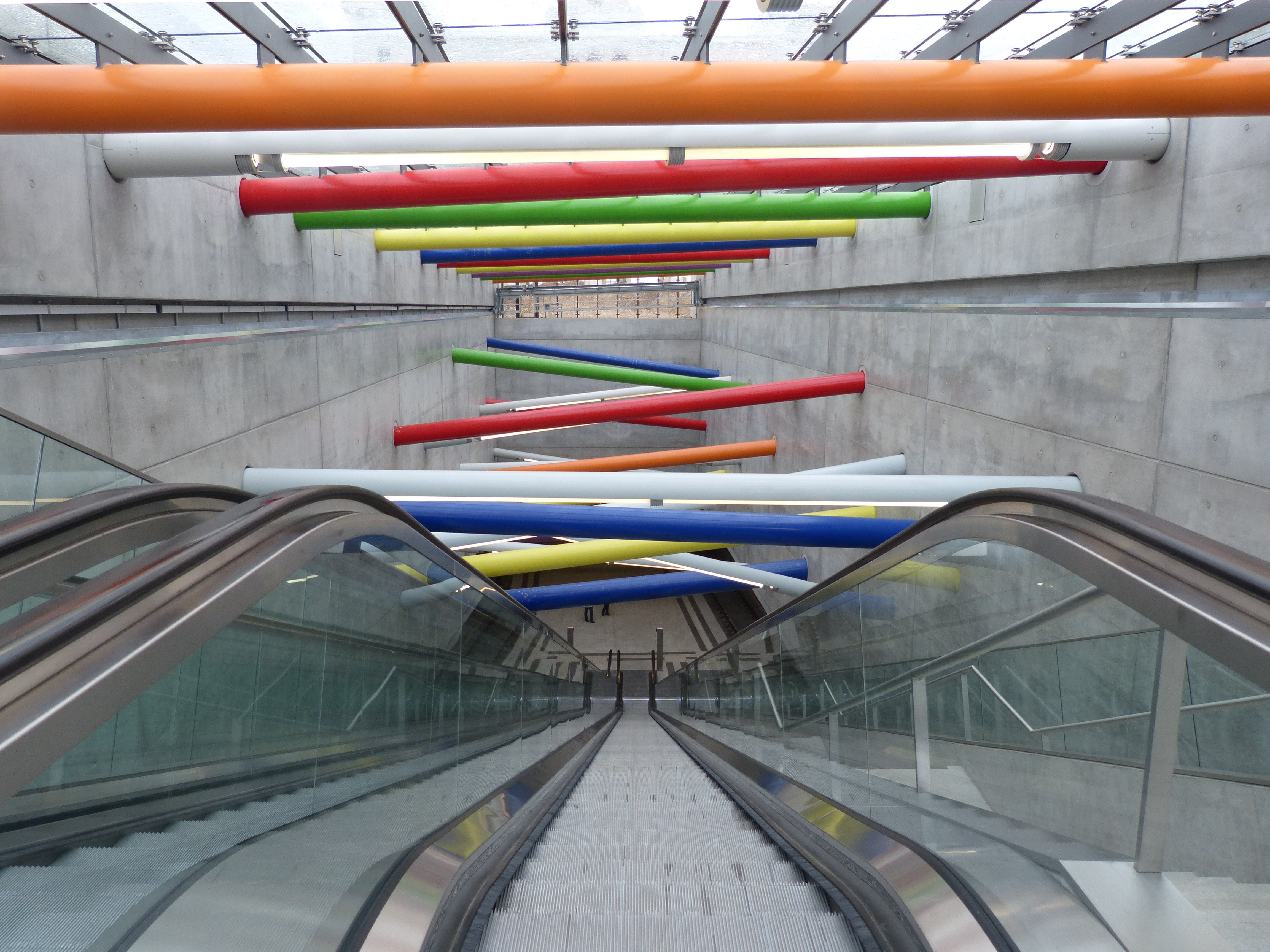
Bayerischer Bahnhof - 2014 - 3

La estación fue cerrada en 2001 para la construcción del túnel de la ciudad de Leipzig
. Se reabrió el 15 de diciembre de 2013 después de la finalización del túnel. Desde entonces se integra en el sistema S-Bahn Mitteldeutschland. La nueva estación se construye directamente debajo del sitio de la estación anterior.

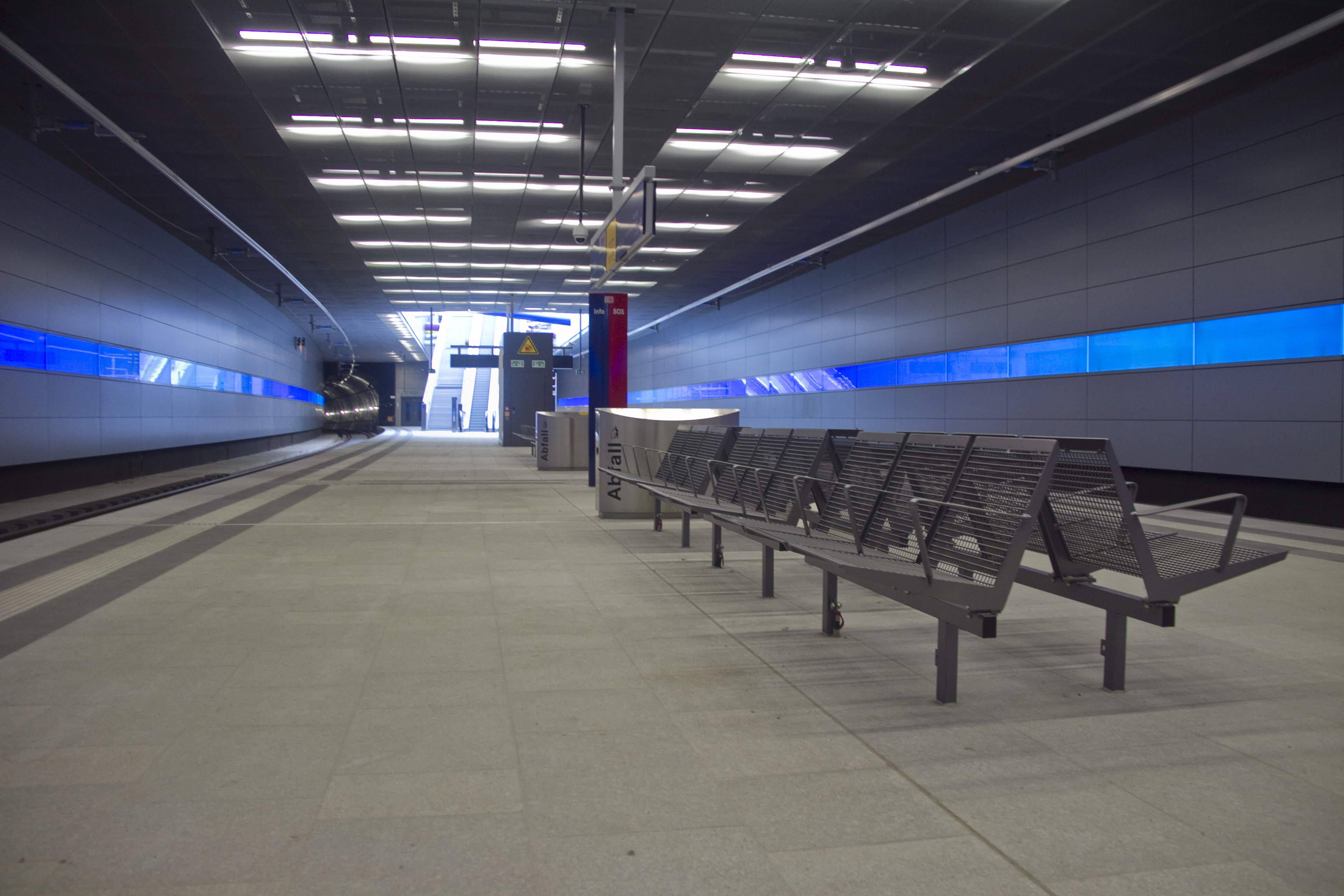
City-Tunnel Leipzig, Estación Bayerischer Bahnhof

## Servicios de tren
La estación de Leipzig Bayerischer Bahnhof es servida por 7 de cada 10 líneas S-Bahn Mitteldeutschland. Los planificadores esperan que el servicio de alta frecuencia y los tiempos de viaje rápidos aumenten la capacidad de los pasajeros en el transporte público de la ciudad y, por lo tanto, alivien el tráfico en la ciudad.